# 9e cérémonie des Washington DC Area Film Critics Association Awards
La 9e cérémonie des Washington DC Area Film Critics Association Awards, décernés par la Washington DC Area Film Critics Association, a eu lieu le 6 décembre 2010, et a récompensé les films réalisés dans l'année.

## Palmarès
- Meilleur film : 
  - The Social Network
- Meilleur réalisateur :
  - David Fincher pour The Social Network
- Meilleur acteur :
  - Colin Firth pour le rôle du roi George VI dans Le Discours d'un roi (The King's Speech)
- Meilleure actrice :
  - Jennifer Lawrence pour le rôle de Ree Dolly dans Winter's Bone
- Meilleur acteur dans un second rôle :
  - Christian Bale pour le rôle de Dickie Eklund dans Fighter (The Fighter)
- Meilleure actrice dans un second rôle :
  - Melissa Leo pour le rôle d'Alice dans Fighter (The Fighter)
- Meilleure distribution :
  - The Town
- Meilleur scénario original :
  - Inception – Christopher Nolan
- Meilleur scénario adapté :
  - The Social Network – Aaron Sorkin
- Meilleure direction artistique :
  - Inception
- Meilleur film en langue étrangère :
  - Biutiful •  Espagne /  Mexique
- Meilleur film d'animation :
  - Toy Story 3
- Meilleur documentaire :
  - Faites le mur ! (Exit Through the Gift Shop)